# Nanci Griffith

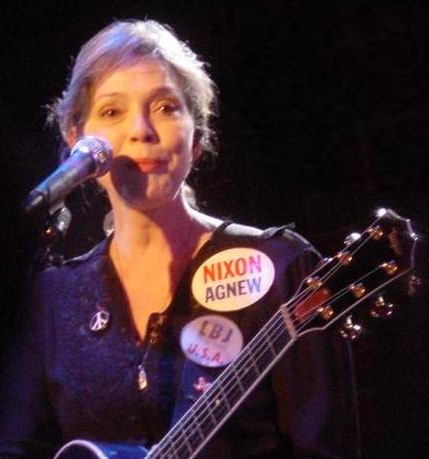
Nanci Griffith bei einem Konzert im Birchmere in Alexandria, Virginia (Februar 2004)

Nanci Caroline Griffith (* 6. Juli 1953 in Seguin, Texas; † 13. August 2021 in Nashville, Tennessee) war eine US-amerikanische Country- und Folksängerin sowie Songschreiberin. Sie wurde 1994 mit dem Grammy ausgezeichnet.

## Karriere

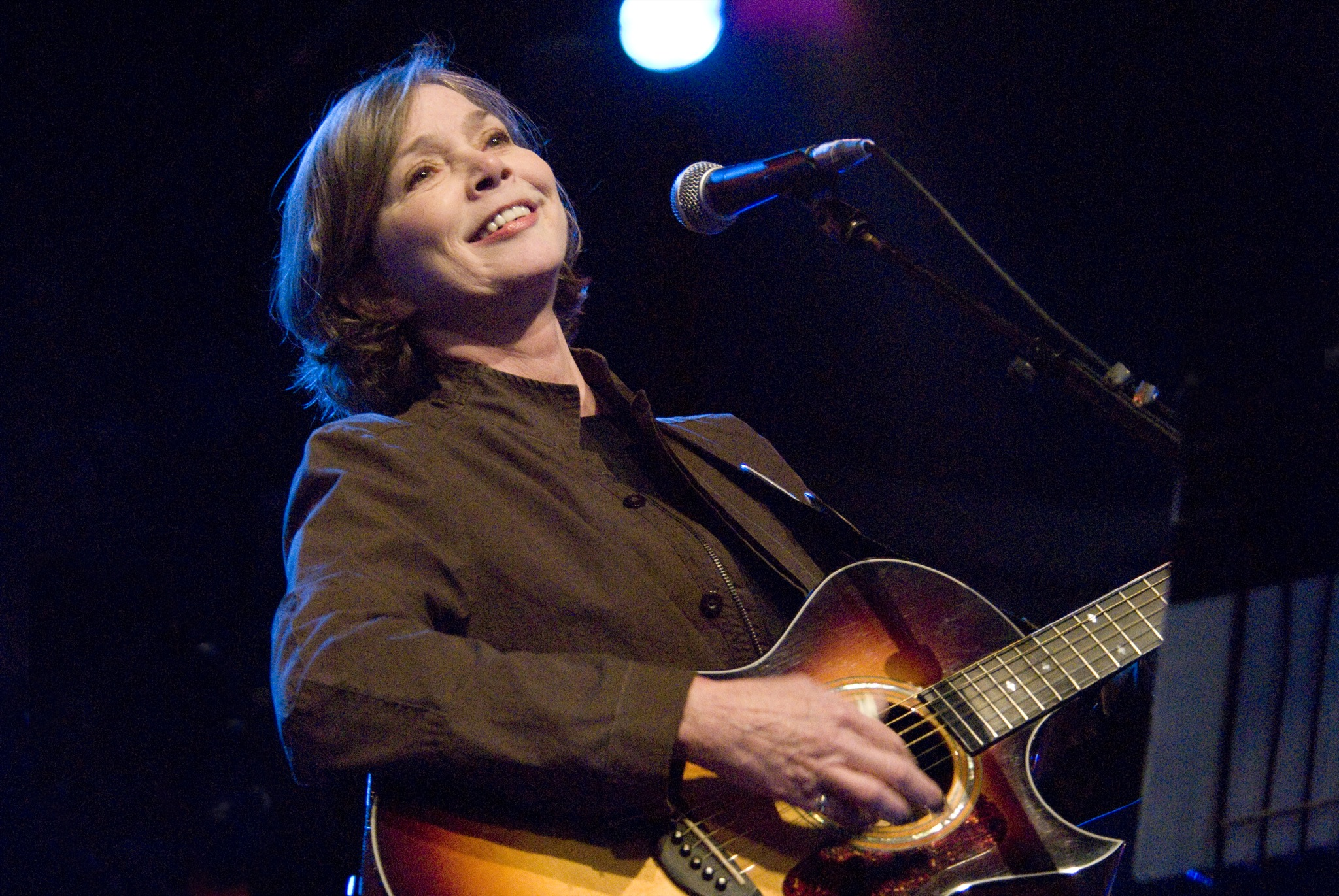
Am Cambridge Festival, 2007

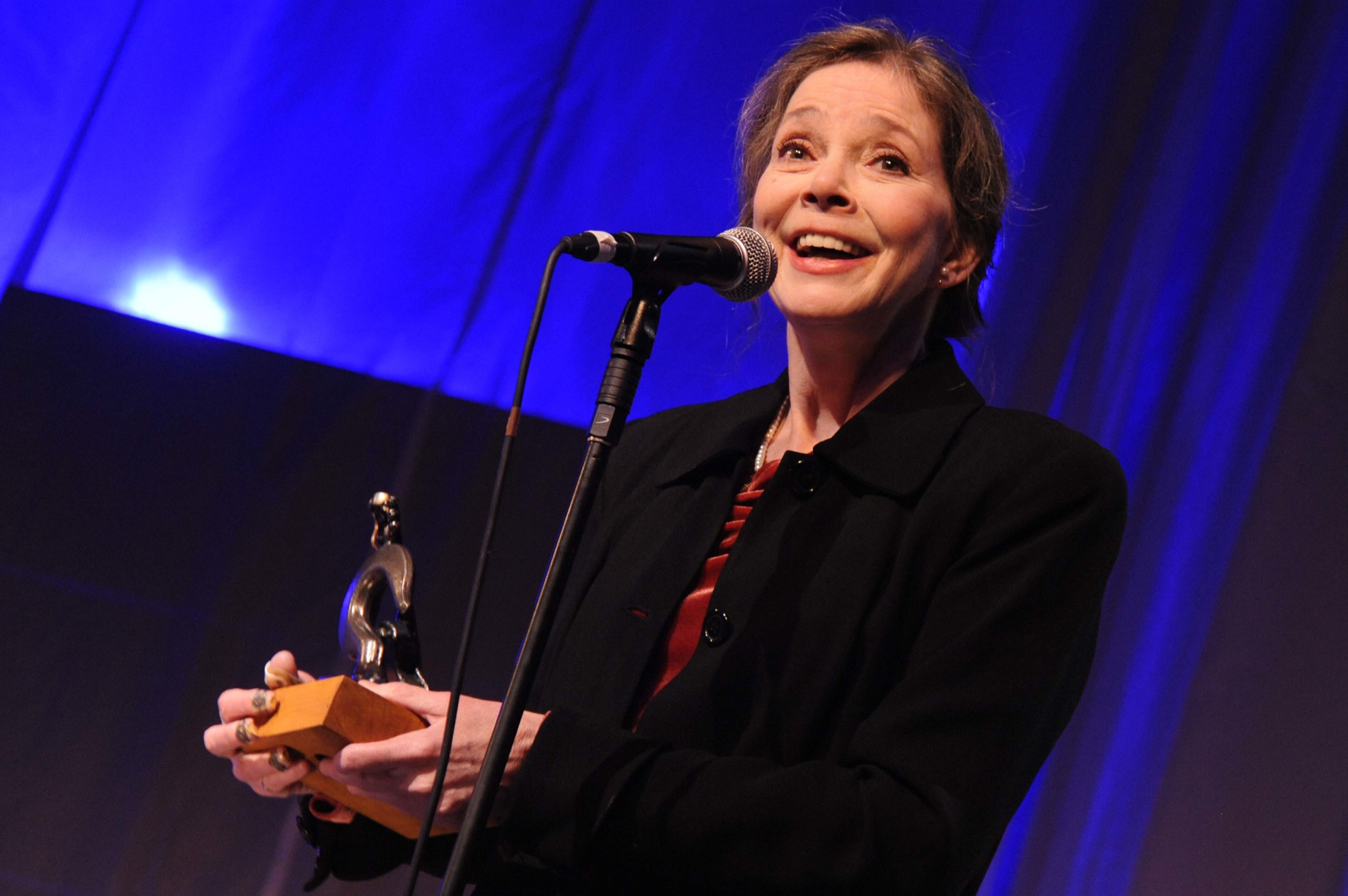
Nanci Griffith erhält den Lifetime Achievement Award von BBC Radio 2, 2010

Nanci Griffith wurde 1953 in Seguin geboren und wuchs in Austin auf. Ihren ersten professionellen Auftritt hatte sie im Alter von 14 Jahren im Red Lion Club in Austin.
Zu den bekanntesten Stücken, die sie für andere Künstler geschrieben hat, gehören Listen to the Radio und Love at the Five and Dime, das für Kathy Mattea ein Top-drei-Hit in den Country-Charts wurde. Ebenfalls von Mattea wurde Goin’ Gone aufgenommen, 1987 ein Platz eins in den Country-Charts, das Griffith zwar nicht geschrieben, aber die Original-Version 1986 aufgenommen hatte. Der Song Outbound Plane, den Griffith zusammen mit Tom Russell schrieb, erreichte in der Interpretation von Suzy Bogguss Platz neun der Country-Charts. Von Griffith stammt auch die Originalversion von From a Distance (1987), einem Lied, das mehrfach gecovert wurde, bevor Bette Midler damit 1990 einen Welthit hatte. Griffith hat dieses Lied allerdings nicht geschrieben.
Als Sängerin konnte sich Griffith nie ganz in der Country-Szene behaupten. Ihr halbes dutzend Country-Hits kam nicht über mittlere Chartpositionen hinaus. Mit Lone Star State of Mind (1987) und I Knew Love (1988) gelangen ihr immerhin zwei Top-40-Erfolge. Bemerkenswert an diesen beiden Titeln ist, dass auch hier Griffith wieder nicht am Songwriting beteiligt war.
1994 wurde Griffith mit einem Grammy für das beste zeitgenössische Folkalbum Other Voices/Other Rooms ausgezeichnet. Das Album nimmt mit seinem Titel Bezug auf die gleichnamige Novelle von Truman Capote. Other Voices/Other Rooms ist mit über 500.000 verkauften Exemplaren und einer Gold-Auszeichnung das erfolgreichste und bekannteste Album von Griffith. Die 17 Lieder des Albums sind ein Tribut an die Sänger und Songschreiber, die Griffith am meisten beeinflusst haben. Viele dieser Künstler sind als Gaststars auf dem Album zu hören, so unter anderem Bob Dylan, Emmylou Harris, Chet Atkins, Leo Kottke oder John Prine. 1998 folgte mit Other Voices, Too (A Trip Back To Bountiful) eine Fortsetzung. Beide Werke wurden von der Kritik hoch gelobt.
Ihr letztes Album erschien 2012 mit Intersection. Im Jahr darauf tourte Griffith noch in den USA und Großbritannien, sagte dann aber Konzerte aus gesundheitlichen Gründen ab. Sie starb im August 2021 im Alter von 68 Jahren. Griffith war von 1976 bis 1982 mit dem Sänger und Songschreiber Eric Taylor verheiratet.

## Diskografie

### Studioalben
| Jahr | Titel                                        | Höchstplatzierung, Gesamtwochen, AuszeichnungChartplatzierungen (Jahr, Titel, Platzierungen, Wochen, Auszeichnungen, Anmerkungen) | Höchstplatzierung, Gesamtwochen, AuszeichnungChartplatzierungen (Jahr, Titel, Platzierungen, Wochen, Auszeichnungen, Anmerkungen) | Höchstplatzierung, Gesamtwochen, AuszeichnungChartplatzierungen (Jahr, Titel, Platzierungen, Wochen, Auszeichnungen, Anmerkungen) | Anmerkungen |
| Jahr | Titel                                        | UK | US | Country | Anmerkungen |
| ---- | -------------------------------------------- | --- | --- | --- | ----------- |
| 1987 | Lone Star State Of Mind                      | — | — | Country23 (15 Wo.)Country |             |
| 1988 | Little Love Affairs                          | UK78 (1 Wo.)UK | — | Country27 (27 Wo.)Country |             |
| 1989 | Storms                                       | UK38 (3 Wo.)UK | US99 (14 Wo.)US | Country42 (13 Wo.)Country |             |
| 1991 | Late Night Grande Hotel                      | UK40 (5 Wo.)UK | US185 (1 Wo.)US | — |             |
| 1993 | Other Voices/Other Rooms                     | UK18 (6 Wo.)UK | US54 Gold · (14 Wo.)US | — |             |
| 1994 | Flyer                                        | UK20 (5 Wo.)UK | US48 (8 Wo.)US | — |             |
| 1997 | Blue Roses From The Moons                    | UK64 (5 Wo.)UK | US119 (6 Wo.)US | — |             |
| 1998 | Other Voices, Too (A Trip Back To Bountiful) | — | US85 (7 Wo.)US | — |             |
| 2001 | Clock Without Hands                          | UK61 (1 Wo.)UK | US149 (3 Wo.)US | — |             |

Weitere Studioalben
- 1978: There’s A Light Beyond These Woods
- 1982: Poet In My Window
- 1984: Once In A Very Blue Moon
- 1986: The Last of The True Believers
- 1999: The Dust Bowl Symphony
- 2004: Hearts In Mind
- 2006: Ruby’s Torch
- 2009: The Loving Kind
- 2012: Intersection

### Livealben
| Jahr | Titel                                                    | Höchstplatzierung, Gesamtwochen, AuszeichnungChartplatzierungen (Jahr, Titel, Platzierungen, Wochen, Auszeichnungen, Anmerkungen) | Höchstplatzierung, Gesamtwochen, AuszeichnungChartplatzierungen (Jahr, Titel, Platzierungen, Wochen, Auszeichnungen, Anmerkungen) | Höchstplatzierung, Gesamtwochen, AuszeichnungChartplatzierungen (Jahr, Titel, Platzierungen, Wochen, Auszeichnungen, Anmerkungen) | Anmerkungen                        |
| Jahr | Titel                                                    | UK | US | Country | Anmerkungen                        |
| ---- | -------------------------------------------------------- | --- | --- | --- | ---------------------------------- |
| 1988 | One Fair Summer Evening                                  | — | — | Country43 (20 Wo.)Country |                                    |
| 1992 | An Irish Evening: Live At The Grand Opera House, Belfast | — | US120 (4 Wo.)US | — | mit The Chieftains & Roger Daltrey |
| 2002 | Winter Marquee                                           | — | — | Country45 (5 Wo.)Country |                                    |

### Kompilationen
| Jahr | Titel                      | Höchstplatzierung, Gesamtwochen, AuszeichnungChartplatzierungen (Jahr, Titel, Platzierungen, Wochen, Auszeichnungen, Anmerkungen) | Höchstplatzierung, Gesamtwochen, AuszeichnungChartplatzierungen (Jahr, Titel, Platzierungen, Wochen, Auszeichnungen, Anmerkungen) | Höchstplatzierung, Gesamtwochen, AuszeichnungChartplatzierungen (Jahr, Titel, Platzierungen, Wochen, Auszeichnungen, Anmerkungen) | Anmerkungen |
| Jahr | Titel                      | UK | US | Country | Anmerkungen |
| ---- | -------------------------- | --- | --- | --- | ----------- |
| 1993 | The Best of Nanci Griffith | UK27 Silber · (4 Wo.)UK | — | — |             |

Weitere Kompilationen
- 1987: Best Rounders – Nanci Griffith
- 1993: The MCA Years: A Retrospective
- 1997: Country Gold
- 2000: Wings To Fly & A Place To Be: An Introduction To Nanci Griffith
- 2001: 20th Century Masters – The Millennium Collection: The Best Of Nanci Griffith
- 2002: From A Distance: The Very Best Of Nanci Griffith
- 2003: Complete MCA Studio Recordings

### Singles
| Jahr | Titel Album                                       | Höchstplatzierung, Gesamtwochen, AuszeichnungChartsChartplatzierungen (Jahr, Titel, Album, Platzierungen, Wochen, Auszeichnungen, Anmerkungen) | Anmerkungen |
| Jahr | Titel Album                                       | Country | Anmerkungen |
| ---- | ------------------------------------------------- | --- | ----------- |
| 1986 | Once in a Very Blue Moon                          | Country85 (3 Wo.)Country |             |
| 1987 | Lone Star State of Mind                           | Country36 (14 Wo.)Country |             |
| 1987 | Trouble in the Fields Lone Star State of Mind     | Country57 (7 Wo.)Country |             |
| 1987 | Cold Hearts/Closed Minds Lone Star State of Mind  | Country64 (6 Wo.)Country |             |
| 1987 | Never Mind Little Love Affairs                    | Country58 (7 Wo.)Country |             |
| 1988 | I Knew Love Little Love Affairs                   | Country37 (13 Wo.)Country |             |
| 1988 | Anyone Can Be Somebody’s Fool Little Love Affairs | Country64 (5 Wo.)Country |             |

Weitere Singles
- 1988: From a Distance
- 1989: It’s a Hard Life Wherever You Go
- 1989: I Don’t Wanna Talk About Love
- 1991: Late Night Grande Hotel
- 1993: Speed of the Sound of Loneliness
- 1994: This Heart
- 1995: Well...All Right (mit The Crickets)
- 1997: Maybe Tomorrow
- 1997: Gulf Coast Highway
- 1999: These Days in an Open Book